# Чон-Тогуз-Бай
Чон-Тогуз-Бай (кирг. Чоң-Тогуз-Бай) — село в Тюпском районе Иссык-Кульской области Кыргызстана. Входит в состав Карасаевского аильного округа. Код СОАТЕ — 41702 225 883 03 0.

## Население
По данным переписи 2009 года в селе проживало 970 человек.
По данным переписи 2022 года в селе проживало 1 194 человек.